# Favrholm Station
Favrholm Station er en jernbanestation i Favrholm syd for Hillerød, der betjenes af S-tog (Nordbanen) og Lokaltog (Frederiksværkbanen). Stationen er et trinbræt der ligger i bydelen Favrholm tæt på Nyt Hospital Nordsjælland.
Stationen åbnede for drift ved køreplansskiftet 10. december 2023, med officiel indvielse den 12. december samme år. Projektet var oprindeligt sat til at være færdig i december 2021, men blev udskudt to år, da Nyt Hospital Nordsjælland også blev forsinket. Byggeomkostningerne voksede under processen med omkring 40 millioner kroner. Det er Staten, DSB, Hillerød Kommune, Lokaltog og Region Hovedstaden, der har finansieret projektet.

## Galleri
- Adgang fra stationspladsen ved Overdrevsvejen.
- Frederiksværkbanens perron.
- Frederiksværkbanens perron er forberedt til anlæggelse af et ekstra spor.
- Forbindelse mellem Frederiksværkbanen og S-banens perroner.
- Mellem Frederiksværkbanen og S-banen.
- S-baneperron mod Hillerød.
- Linje A til Hillerød.